# تاکام
تاکام، روستایی است از توابع بخش کلیجان‌رستاق شهرستان ساری در استان مازندران ایران و مشرف به رودخانه تجن و زمین های کشاورزی
چسبیده به جنگل های سرسبز و انبوه.
شغل اهالی روستا اکثرا کشاورزی و دامداری است.
تاریخ تاکام
تاکام، تاکوم و یا همان تام‌کوم نام روستایی از توابع بخش کلیجان‌رستاق شهرستان ساری در استان مازندران است. تاکام که نام این روستا است، در حقیقت تام‌کوم یا تان‌کوم می‌باشد که به تدریج در تلفظ محلی به تاکوم تغییر یافته و در زبان فارسی به تاکام تبدیل شده است. این روستا در دهستان تنگه سلیمان قرار داشته و براساس آخرین سرشماری مرکز آمار ایران که در سال 1395 صورت گرفته، جمعیت آن 153 نفر بوده است. در کتیبه قرن هشتمی امام‌زاده آقمشهد، که توسط استاد دانشگاه تهران خوانده شده، بیان شده که قریه آقمشهد از شمال وصل به تان‌کوه می‌باشد. تام یا تان به معنی عالی می‌باشد و هنوز به غذایی که خوشمزه و عالی شده، تام می‌گویند، هم‌چنین اصطلاح تان به شکل نوشتاری طان هم در منطقه رایج می‌باشد.

روستای تاکام بر روی بلندیی با موقعیت استراتژیک و نقطه اتصال ساری به دودانگه و چهاردانگه واقع شده است که دید و منظر مناسبی به اطراف خود دارد. روستای تاکام بنابر قرائن و شواهد و آثار تاریخی موجود به زمان پیش از اسلام بر می گردد. قبرستان معروف به پیرسر قبرستانی است که متعلق به گبریان یا زرتشتیان است. اهِ سر که در ضلع شرقی روستا واقع شده است متعلق به دوران ساسانیان است اگرچه گفته ها و داستانهای محلی سالخوردگان می گوید که اینجا متعلق به دوران میترائیسم در ایران است.

.

## جمعیت
این روستا در دهستان تنگه سلیمان قرار داشته و براساس آخرین سرشماری مرکز آمار ایران که در سال ۱۳۸۵ صورت گرفته، جمعیت آن ۱۷۱نفر (۵۳خانوار) بوده‌است.